# ATP Challenger Troyes
Das ATP Challenger Troyes (offizieller Name: Internationaux de Tennis de Troyes) ist ein seit 2022 stattfindendes Tennisturnier in Troyes, Frankreich. Es ist Teil der ATP Challenger Tour und wird im Freien auf Sand ausgetragen.

## Liste der Sieger
Manuel Guinard ist mit je einem Titel im Einzel und Doppel einziger mehrfacher Titelträger.

### Einzel
| Jahr | Sieger               | Finalgegner     | Ergebnis       |
| ---- | -------------------- | --------------- | -------------- |
| 2025 | Jan Choinski         | Calvin Hemery   | 6:4, 6:74, 6:2 |
| 2024 | Gabriel Debru        | Timofei Skatow  | 6:3, 6:71, 7:5 |
| 2023 | Manuel Guinard       | Calvin Hemery   | 6:4, 6:3       |
| 2022 | Juan Bautista Torres | Benjamin Hassan | 7:62, 6:2      |

### Doppel
| Jahr | Sieger                                  | Finalgegner                                 | Ergebnis   |
| ---- | --------------------------------------- | ------------------------------------------- | ---------- |
| 2025 | Mario Mansilla Díez Bruno Pujol Navarro | David Poljak Tim Rühl                       | 7:63, 7:62 |
| 2024 | Neil Oberleitner Jakub Paul             | Denis Istomin Jewgeni Karlowski             | 6:4, 7:61  |
| 2023 | Manuel Guinard Grégoire Jacq            | Álvaro López San Martín Daniel Rincón       | kampflos   |
| 2022 | Íñigo Cervantes Oriol Roca Batalla      | Thiago Agustín Tirante Juan Bautista Torres | 6:1, 6:2   |